# ハロボッツ
『ハロボッツ』（はろぼっつ）は、1999年10月7日にサンライズインタラクティブよりワンダースワン専用ソフトとして発売された育成コンピュータRPGで、サンライズ作品ロボットが多数登場するゲームソフトである。さらに続編の『GBハロボッツ』（じーびーはろぼっつ）がゲームボーイカラー専用カートリッジとして2000年12月1日に発売された。

## 概要
この作品は『機動戦士ガンダム』シリーズに登場するロボット『ハロ』を育成しサンライズ作品ロボットに変身させハロ同士と戦い成長させるという内容となっている。

## ストーリー
惑星クラウディアの子供たちは10歳になると市民コードの代わりに主人の危機を救ってくれる巨大ロボ『ハロボッツ』へと変身する成長型ロボペット『ハロ』をもらうことができる。そして、その強さを競わせる「ハロボッツバトル」が子供達の間で大人気。最強のハロボッツバトラーをめざすため主人公は各地区の強敵を倒しながら冒険の旅へと出発する。

## 登場人物
- ノボル
- ノリコお姉さん
- ヨウコ
- バロー･ディック博士

## 登場作品
- 機甲武装Gブレイカー
- 蒼き流星SPTレイズナー
- 黄金勇者ゴルドラン
- ガサラキ
- 機甲界ガリアン
- 機甲戦記ドラグナー
- 銀河漂流バイファム
- 元気爆発ガンバルガー
- 最強ロボ ダイオージャ
- 疾風!アイアンリーガー
- 巨神ゴーグ
- 重戦機エルガイム
- 聖戦士ダンバイン
- 星方武侠アウトロースター
- 絶対無敵ライジンオー
- 戦闘メカ ザブングル
- 装甲騎兵ボトムズ
- 太陽の牙ダグラム
- 太陽の勇者ファイバード
- 超者ライディーン
- 超力ロボ ガラット
- 天空のエスカフローネ
- 伝説巨神イデオン
- 伝説の勇者ダ・ガーン
- 熱血最強ゴウザウラー
- 覇王大系リューナイト
- 魔神英雄伝ワタル
- 魔動王グランゾート
- 無敵鋼人ダイターン3
- 無敵超人ザンボット3
- 無敵ロボ トライダーG7
- 勇者エクスカイザー
- 勇者警察ジェイデッカー
- 勇者指令ダグオン
- 勇者特急マイトガイン
- 勇者王ガオガイガー
- 勇者王ガオガイガーFINAL
- ブレンパワード
- ベターマン
- THEビッグオー
- 無限のリヴァイアス